# ريو سايتو
ريو سايتو (باليابانية: 齋藤 竜) (مواليد 18 سبتمبر 1979)، هو لاعب كرة قدم ياباني سابق كان يلعب كمدافع.

## وصلات خارجية
- ريو سايتو على موقع رابطة كرة القدم اليابانية للمحترفين (اليابانية)
- ريو سايتو على موقع عالم كرة القدم.نت (الإنجليزية)